# Can't Stop the Music (chanson)
Singles de Village People
Sleazy
(1979) Magic Night
(1980)
Can't Stop the Music est une chanson du groupe Village People, qui fait partie de la bande sonore du film Can't Stop the Music (en français : Rien n'arrête la musique) paru en 1980. Elle est également sortie en single.
Cette chanson a atteint la 2e place en Nouvelle-Zélande (pour la semaine du 14 septembre 1980), la 7e place en Flandre (Belgique néerlandophone), la 10e place  en Allemagne, la 15e place en Suède (pour la semaine du 5 septembre) et la 19e place en Autriche.